# Кабул (Міссурі)
Кабул (англ. Cabool) — місто (англ. city) в США, в окрузі Техас штату Міссурі. Населення — 1946 осіб (2020).

## Географія
Кабул розташований за координатами 37°7′35″ пн. ш. 92°6′12″ зх. д. / 37.12639° пн. ш. 92.10333° зх. д. (37.126482, -92.103217).  За даними Бюро перепису населення США в 2010 році місто мало площу 10,09 км², з яких 9,94 км² — суходіл та 0,16 км² — водойми.

## Демографія
Згідно з переписом 2010 року, у місті мешкало 2146 осіб у 918 домогосподарствах у складі 515 родин. Густота населення становила 213 особи/км².  Було 1054 помешкання (104/км²).
Расовий склад населення:
| - 96,4 % — білих - 0,6 % — азіатів - 0,5 % — корінних американців - 0,4 % — чорних або афроамериканців |

До двох чи більше рас належало 2,1 %. Частка іспаномовних становила 2,6 % від усіх жителів.
За віковим діапазоном населення розподілялося таким чином: 26,9 % — особи молодші 18 років, 51,2 % — особи у віці 18—64 років, 21,9 % — особи у віці 65 років та старші. Медіана віку мешканця становила 39,6 року. На 100 осіб жіночої статі у місті припадало 90,9 чоловіків;  на 100 жінок у віці від 18 років та старших — 81,2 чоловіків також старших 18 років.
Середній дохід на одне домашнє господарство  становив 32 926 доларів США (медіана — 18 260), а середній дохід на одну сім'ю — 43 619 доларів (медіана — 37 734). Медіана доходів становила 31 821 долар для чоловіків та 22 337 доларів для жінок. За межею бідності перебувало 41,3 % осіб, у тому числі 60,1 % дітей у віці до 18 років та 11,9 % осіб у віці 65 років та старших.
Цивільне працевлаштоване населення становило 692 особи. Основні галузі зайнятості: освіта, охорона здоров'я та соціальна допомога — 27,0 %, публічна адміністрація — 13,3 %, мистецтво, розваги та відпочинок — 12,4 %.